# Constant Dutilleux
Constant Dutilleux (Douai, 5 ottobre 1807 – Parigi, 21 ottobre 1865) è stato un pittore, incisore e disegnatore francese.

## Biografia
Constant Dutilleux iniziò il completamento dei suoi studi d'arte quando venne ammesso a frequentare l'École des beaux-arts di Parigi e poté seguire i corsi del pittore Louis Hersent. Dutilleux era un ammiratore di Eugène Delacroix da cui certamente fu influenzato e del quale aveva visto il quadro La morte di Sardanapalo nel 1827, e venti anni dopo poté incontrarlo. Ma ebbe come riferimento anche un altro artista: Jean-Baptiste Camille Corot di cui divenne amico collezionando i suoi quadri assieme a quelli di Delacroix. Corot si recava spesso nella cittadina di Arras, a partire dal 1851, per dipingerne i dintorni, e molti suoi allievi e ammiratori lo seguivano, al punto che si può parlare di una "scuola di Arras" fondata da Corot. Dutilleux, da parte sua, oltre a frequentare Arras, accompagnò Corot dapprima in un viaggio nei Paesi Bassi, poi a Fontainebleau, dove entrò in contatto con la Scuola di Barbizon e ne divenne un adepto.
Dutilleux trasmise inoltre questa ammirazione per i due suoi pittori prediletti alla sua cerchia familiare (in particolare ai suoi due generi Charles Desavary e Alfred Robaut) e Camille Corot, anche dopo la scomparsa di Dutilleux (1865), continuò a recarsi ad Arras per altri dieci anni.
Constant Dutilleux, assieme ai suoi generi, partecipò anche alla messa a punto del procedimento fotografico del "cliché-verre", che fu sperimentato da Camille Corot.
Nella prima parte della sua carriera Dutilleux fu influenzato dai paesaggi della pittura nordica. Poi subì l'influenza di Delacroix e di Corot.

Dutilleux fu il bisnonno del compositore Henri Dutilleux. Morì a Parigi a 58 anni, nel 1865.

## Opere in collezioni pubbliche
- Museo di belle arti di Arras :
  - Le Peintre Désiré Dubois peignant en plein air, olio su tela
  - Bord de la Scarpe, 1860
  - Paysage à Lambres, 1865
  - Le Chemin sous bois

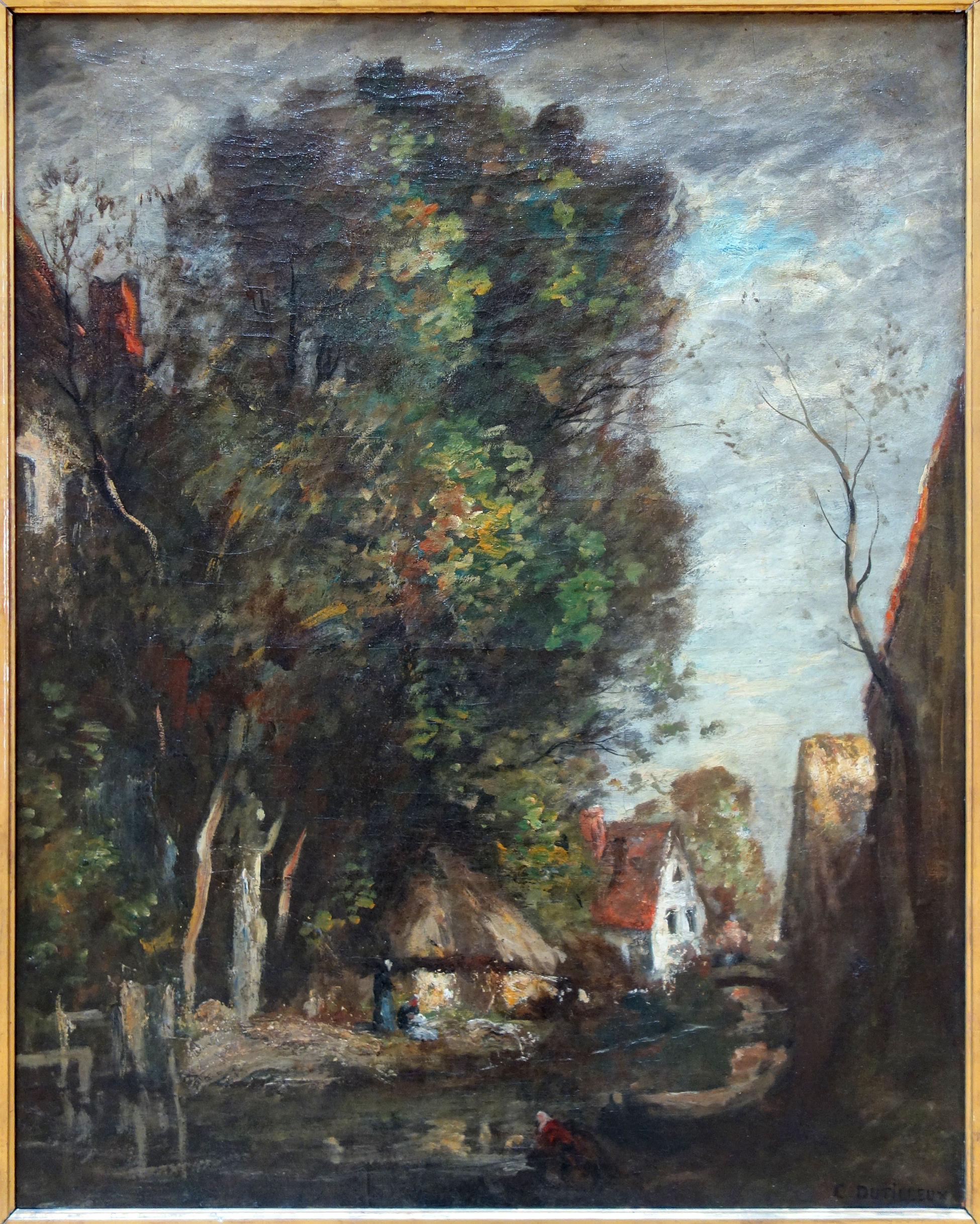
Paesaggio olandese

- Museo della Chartreuse di Douai : 
  - Effet de neige, olio su tela[2]
  - Le Débarcadère de Weggis, lac de Lucerne, olio su tela[3]
  - Nu dans un paysage, olio su tela[4]
  - Paysage, effet du soir, olio su tela[5]
  - Portrait de M.me Baoucal, 1858, olio su tela[6]
  - Portrait de son fils Pierre, 1854, olio su tela[7]
  - Prairie au bord de l'eau, olio su tela[8]
  - Figure de vieillard barbu, olio su tela[9]
  - Fillette en robe rouge, 1842, olio su tela[10]
- Palazzo delle belle arti di Lilla :
  - Hêtraie dans la forêt de Fontainebleau, verso il 1862, olio su tela[11]
  - Le Port de Dunkerque, marée basse, 1857, olio su tela[12]
  - Le Pré Larcher en forêt de Fontainebleau, verso il 1860, olio su tela[13]
  - Paysage avec une maison, olio su legno[14]
  - Paysage, étude, olio su tela[15]
  - Paysage, avant 1858, olio su tela[16]
  - Peuliers au crépuscule, olio su legno[17]
  - Portrait de Pierre Dutilleux enfant, 1855, olio su legno[18]
  - Rivière, olio su legno[19]
  - Canard, verso il 1850, olio su cartone[20]
- Parigi, Museo del Louvre :
  - Pins et bouleaux - forêt de Fontainebleau, vers 1855, olio su legno[21]
  - L'Enfant au papillon, verso il 1860, olio su tela[22]

## Allievi
- Désiré Dubois, (1817-1889)[23]
- Xavier Dourlens, (1826-1888)[24]
- Jules Thépaut, (1818-1885)
- Charles Desavary, (1837-1885)[25]
- Jules Deneux, (1868-1895)[26]
- Gustave-Henri Colin, (1828-1910)[27], nel 1847.

## Galleria d'immagini

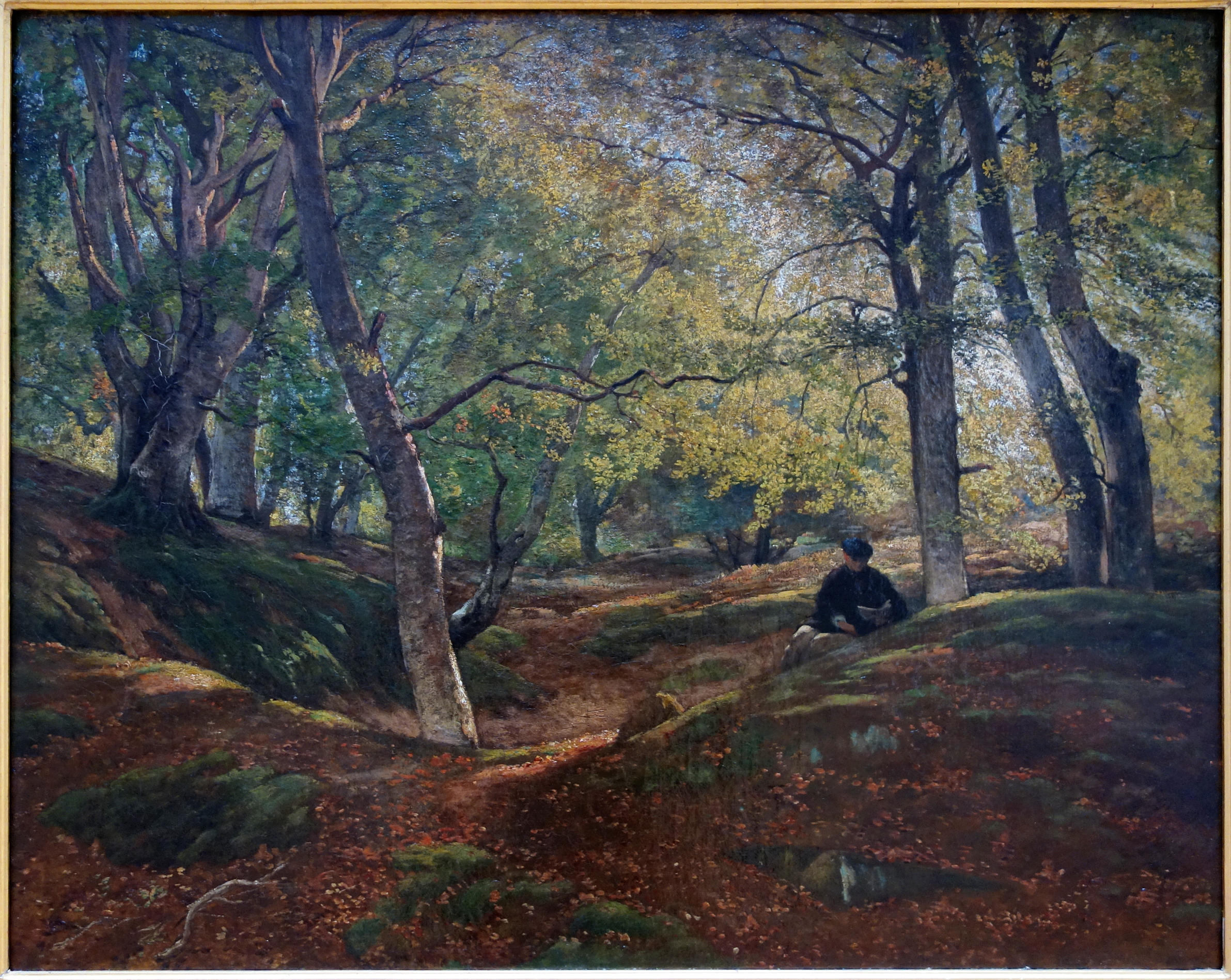
Faggeta
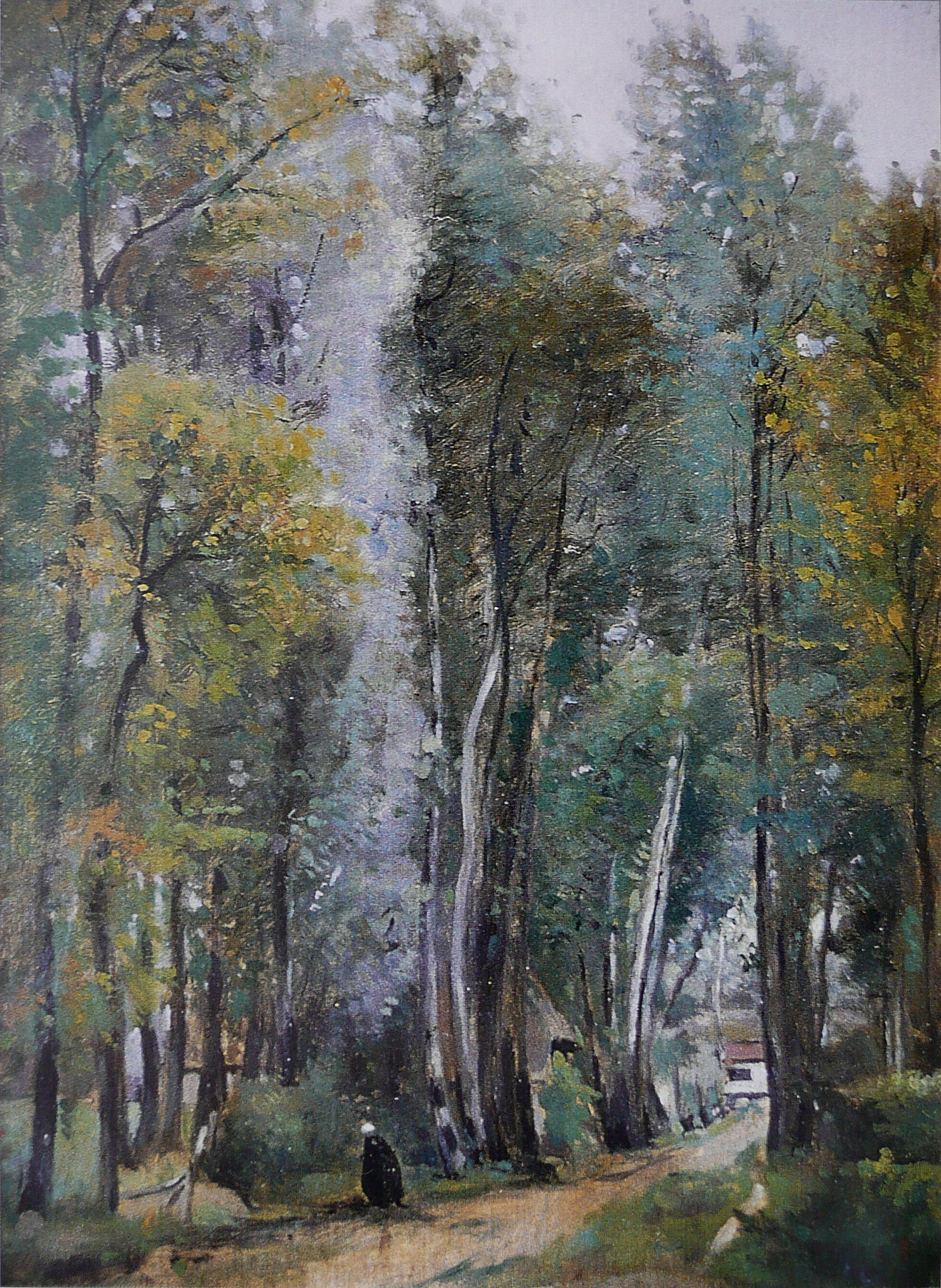
Vista della strada per Crambious (1854)[28].
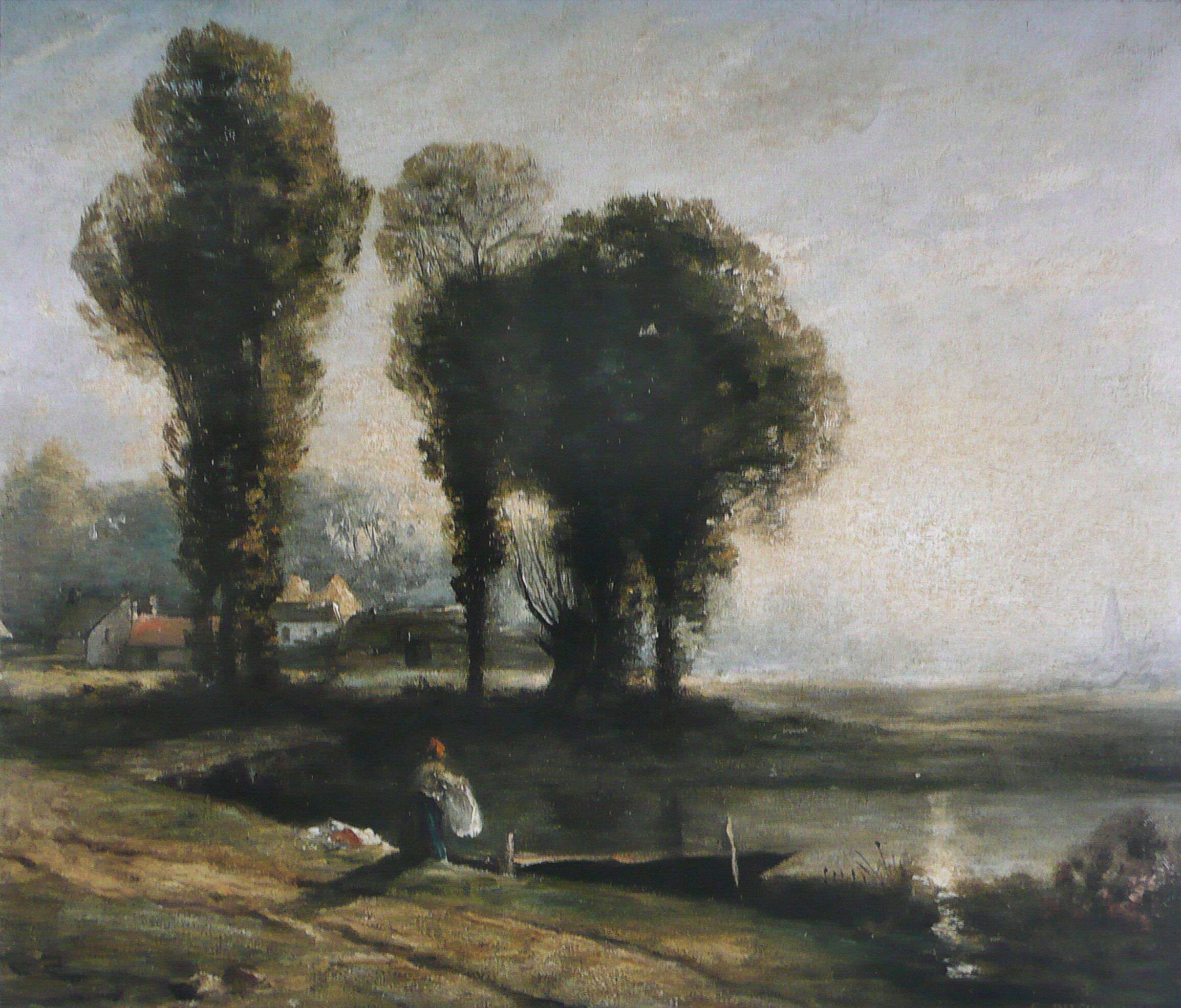
Riva del fiume Scarpe (1860).
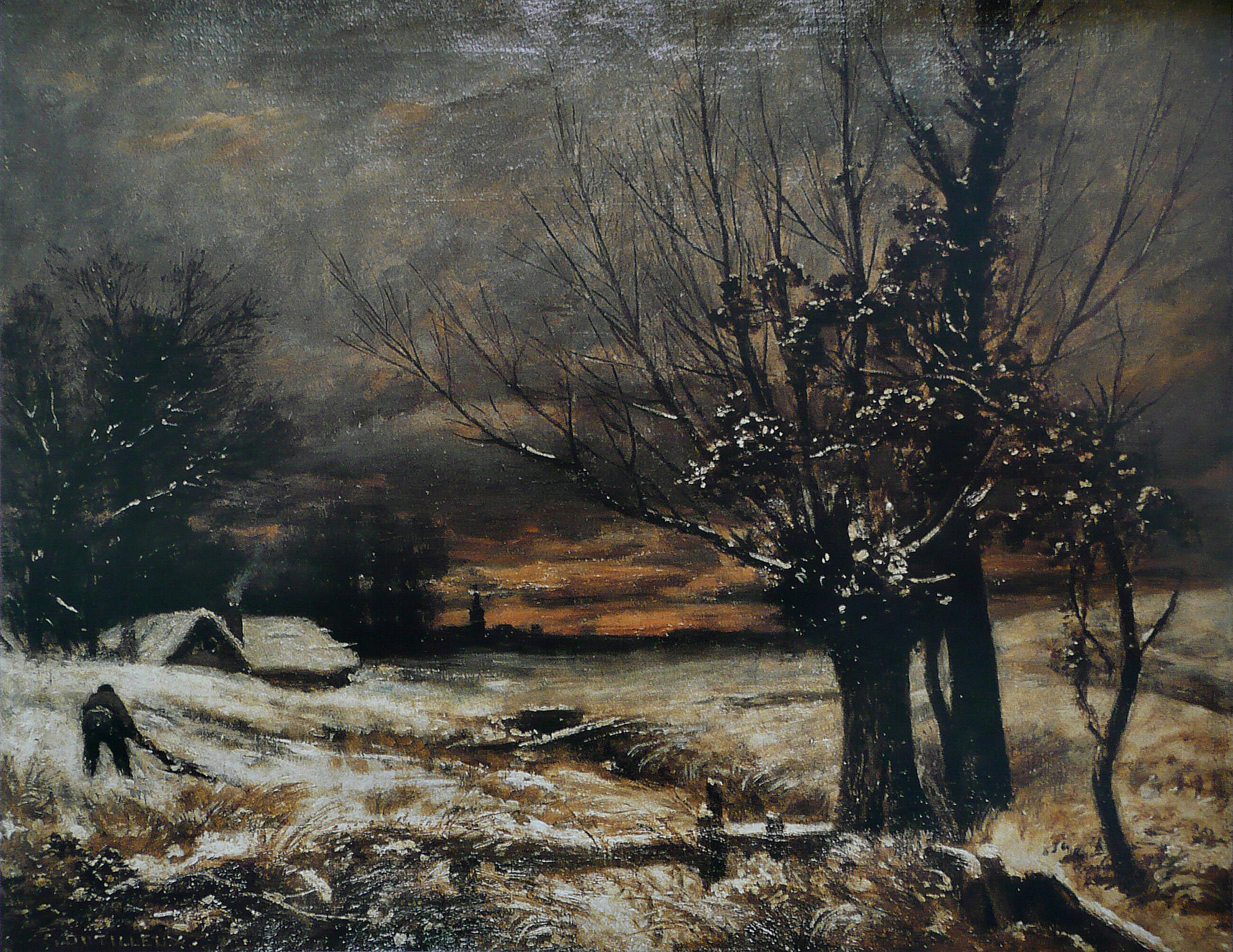
Effetto di neve (1865).